# 仙劍奇俠傳—逍遙遊
《仙劍奇俠傳－逍遙遊》是由“仙剑之父”姚壮宪监制、大宇资讯子公司北京软星历时两年开发制作的一款以组队冒险、合作竞争、挑战怪物、收集宠物为核心的卡牌游戏。本作亦是大宇旗下北京软星开发的第一款桌面游戏。玩家将在游戏中扮演仙剑奇侠传系列游戏历代经典角色，与朋友们组队展开冒险，或与其他玩家的队伍竞赛。本作正式版于2012年3月15日上市。

## 卡牌版本

### 推广测试版
仅随在中国大陆发行的仙剑奇侠传五周边包·柔情版附赠，为第三次对外测试所使用的版本，用以推广该作。

### 正式版

#### 四海逍遥版
两个首发正式版本之一，定价人民币69元。包含最基本的游戏配件，以及一张随机闪卡和一张逍遥游OL激活密码卡。

#### 回魂仙梦版
两个首发正式版本之一，定价人民币169元，包含最基本的游戏配件，以及两张随机闪卡、一张逍遥游OL激活密码卡、一张随机逍遥游人物海报、魔剑金属模型、锦囊袋、闪卡收集册等多项周边。

#### 仗剑江湖版
正式版本之一，定价人民币29元。包含最基本的游戏配件，以及两张随机闪卡和一张逍遥游OL激活密码卡。

#### 闪卡版
升级发行的正式版本之一，定價人民幣169元。其最初发行时不具有独立游戏功能，最初购买者亦可以获得此版本的免费升级。包含最基本的游戏配件，以及角色闪卡、闪卡收集册、人物手机袋等多項周邊。

### 台灣限定版

#### 繁中標準版
定價新台幣500圓。包含最基本的游戏配件，以及九張台灣限定版擴充玩法身份牌、一张随机闪卡、一張台灣限定SP卡、棋子、紀念骰等周邊。

## 资料片

### 凤鸣玉誓
为仙剑逍遥游的首个资料片，定价人民币39元，包含扩充的游戏卡牌，两张随机闪卡等。

## 主题歌曲
《浮梦逍遥》是为桌游卡牌游戏仙剑奇侠传·逍遥游而创作的主题曲。于2012年3月15日发布，由胡桃夹子、姚壮宪作詞，董貞作曲。董贞、盛威演唱。

## 在仙剑系列游戏作品中出现
- 仙劍奇俠傳五·前傳：玩家可挑战城镇与迷宫中的软星包子，进行翻牌游戏，成功后将能在游戏中获得本作的角色牌与怪物牌。

## 发展历史
- 2011年
  - 3月31日，第一次对外测试[6]
  - 5月23日，第二次对外测试[7]
  - 8月末，正式定名“逍遥游”[8]
  - 9月10日，第三次对外测试[9]
  - 10月24日，发行推廣測試版
- 2012年
  - 3月15日，发行四海逍遥版、回魂仙梦版
  - 8月22日，发行仗剑江湖版
  - 10月25日，發行資料片“鳳鳴玉誓”
- 2014年
  - 1月10日，发行閃卡版
  - 1月29日，发行繁中標準版
  - 8月15日，升級發行閃卡版

## 争议
- 频繁跳票

- 仙剑奇侠传五周边包·柔情版，原定于2011年10月10日上市，后改为10月24日上市，官方解释为“手办回厂进行修复”,并加赠两件周边作为补偿。内附赠推广测试版逍遥游亦随之跳票。
- 逍遥游正式版，“仙剑之父”姚壮宪先生于2011年6月逍遥游第二次对外测试后对媒体透露“将在今年与玩家见面”，实际发行日期为2012年3月15日，并由此引发玩家的跳票质疑。
- 逍遥游“仗剑江湖版”，原定于2012年7月30日上市，后改为8月21日上市,官方解释为“出现质量问题”,并加赠一张闪卡作为补偿。
- 逍遥游资料片·凤鸣玉誓，《大众软件》2012年八月中报道中未援引官方说法，称预计于2012年第三季度上市，实际上市日期为2012年10月25日，并由此引发玩家的跳票质疑。
- 逍遥游Online，原定2012年8月上线，消息原发布于仙剑奇侠传官方电子微杂志第十六期与《大众软件》2012年七月中。之后跳票，原官方微杂志亦删除此报导。而“四海逍遥版”与“回魂仙梦版”中附赠的逍遥游OL激活密码卡亦于2012年底过期，对此质疑，官方未予回应。

- 倒卖赠品

- 按官方闪卡收集攻略，XJ103 趙靈兒·夢蛇、XJ106 酒劍仙角色闪卡至少需参加官方对抗赛或成为官方认证裁判后获得，但实际上此系统并未开放，故闪卡并未流出。而淘宝网上却出现高价倒卖此两种闪卡的商家，且均自称所售为正品，真伪亦无从鉴定。资料片·凤鸣玉誓上市后，由于随机赠品包括上述两种闪卡，之前高价购买的玩家遭受了一定的经济损失。

- 消极宣传

- 按官方微博自介其职能为“随时提供给大家桌游的信息和心得”，事实上，该微博基本处于荒置状态，后期只发布新产品公告，导致有玩家在评论中质疑其消极宣传，甚至有实体零售商在评论中质疑其消极销售，对此，官方一概未予回应。其官网闪卡收集攻略等栏目亦处于弃置状态。

- 涉嫌抄袭

- 本作推广测试版包装封面所用荷花工笔插画，被指涉嫌抄袭工艺美术画师陈军的工笔荷花作品。对此，官方并未作出回应。
- 本作资料片“凤鸣玉誓”卡牌MZ503 蜀山七圣的插画，被指涉嫌抄袭插画师伊吹五月的两幅作品。对此，官方承诺尽快给予玩家反馈，但随后并未有进一步表态。